# Manoir du Mesnil-Germain
Le manoir du Mesnil-Germain est un demeure qui se dresse sur le territoire de l'ancienne commune française du Mesnil-Germain, dans le département du Calvados, en région Normandie. L'édifice, propriété privée qui ne se visite pas, agrémenté d'un vaste étang et de jardins, est partiellement inscrit au titre des monuments historiques.

## Localisation
Le château, contourné par le ruisseau du Mesnil-Durand, est situé un peu en contrebas et au nord-nord-ouest de l'église du Mesnil-Germain, au sein de la commune nouvelle de Livarot-Pays-d'Auge, dans le département français du Calvados.

## Historique
Le manoir du Mesnil-Germain, ou « château de Mesly » ou  « de Mély », du nom de la famille de Mesly qui en fut propriétaire a été construit au XVIIIe siècle. Il remplace l'ancien manoir féodal dont il ne subsiste qu'un ancien colombier datant de la première moitié du XVIIe siècle. L'ancien manoir était la résidence des seigneurs du Mesnil-Germain.
Durant la Première Guerre mondiale, le manoir, comme annexe de l'hôpital de Livarot, accueille des blessés.

## Description

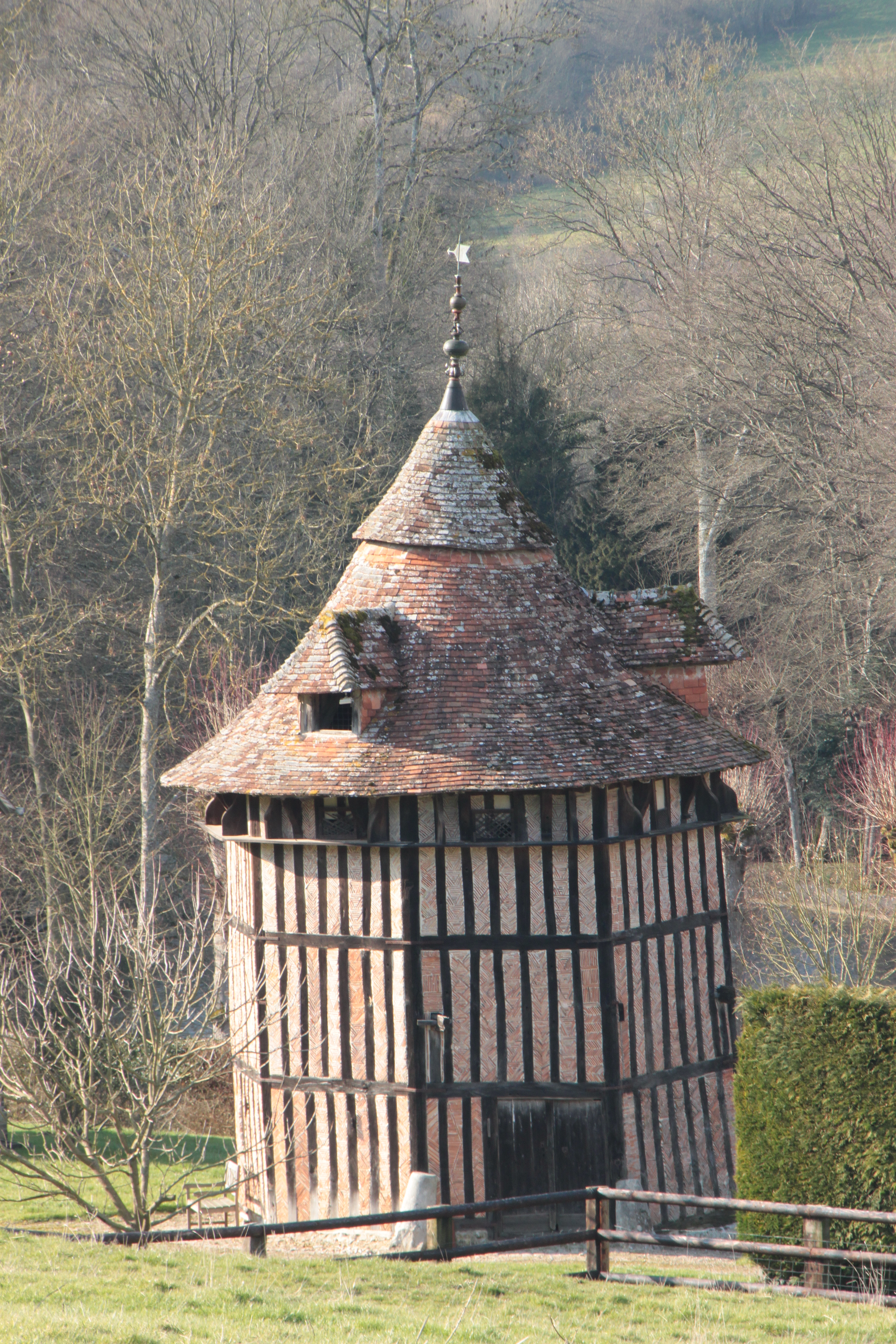
Le colombier du manoir du Mesnil-Germain.

Le château se présente sous la forme d'un corps de logis central bâti sous Louis XIII. On accède à l'intérieur du logis, côté sud, par deux portes surmontées d'un petit fronton triangulaire, percées dans le corps central. Celui-ci est haut d'un niveau sur rez-de-chaussée, couvert d'un toit à deux pentes percé de trois lucarnes, et auquel on a ajouté de chaque côté deux pavillons formant ailes à des époques différentes.
Le pavillon est a été bâti sous Louis XIV et remanié ensuite, et le pavillon ouest, orienté vers la pièce d'eau, n'a été dressé qu'en 1830. Ils sont coiffés à la Mansart offrant ainsi un second étage, probablement dévolu à la domesticités.
À proximité de la demeure, se dresse un colombier octogonal en pan de bois.

## Protection
Les façades et toitures du colombier sont inscrites au titre des monuments historiques par arrêté du 11 février 1972.

## Pour approfondir